# 毛增光
毛增光（1810年7月15日—？），和名池城親方安邑，是琉球國第二尚氏王朝時期的一名政治家。
毛增光是毛氏池城殿內的第十四世當主，生於嘉慶十五年庚午六月十四日。他於1848年3月11日（道光二十八年二月七日）出任三司官，1854年10月8日（咸豐四年八月十七日）獲賜紫地浮織冠。1862年6月18日（同治元年五月二十二日）致仕，由向有恒接任。
其子毛有斐（池城親方安規）後來也擔任過三司官的職務。
1878年，因三司官中的兩人（毛鳳來、馬兼才）都前往日本東京進行外交交涉，尚泰王認為國中事務僅憑向居謙一人難以處理，故而讓毛增光署任三司官之職。